# Драган Јовановић (новинар и писац)
Драган Јовановић (Београд, 1947) српски је писац, новинар, филозоф, политичар и еколошки активиста. Био је новинар Вечерњих новости а затим НИН-а, у коме је био и дугогодишњи уредник. Данас пише колумну за НИН под називом „Постекологија”. Такође је писао за Сведок.
Аутор је закона о мораторијуму на градњу нуклеарних електрана у СФРЈ (1989).
Живи на Сувој планини од 2011, где је подигао храм богу Виду. У његовом Видову се одржавају научни скупови који се баве предхришћанском историјом Срба, што је и опсесивна тема Јовановићеве литературе.

## Дела

### Романи[2]
- Житије Савино од богумила монаха (1996)[3]
- Маријино јеванђеље
- Мемоари Понтија Пилата
- Индијски Исус
- Скица за нову Библију
- Писма Аристотелу
- Глупи Торник
- Растоклија
- Безбожник
- Намћор
- Ниче из Гуче
- Леонардо на Дунаву